# Menhir du Repaire
Le menhir du Repaire, appelé aussi menhir des Boisselées, est un menhir situé sur la commune d'Esse dans le département de la Charente, en France. 

## Description
C'est le plus imposant des menhirs du département encore debout. De forme parallélépipédique, son sommet est joliment arrondi en forme d'anse de panier du côté qui regarde le chemin. Il est constitué d'un bloc en granite de 2,65 m de hauteur sur 2,10 m de largeur et 1,20 m d'épaisseur.
Le menhir est parfois mentionné à tort sous le nom de Pierre Fixe mais le hameau correspondant est situé à plus 1 km de distance, toutefois ce toponyme pourrait évoquer l'existence antérieure d'un autre menhir désormais disparu.
Selon une légende, la pierre danse sur place la nuit de Noël.